# لغم مضاد للدروع

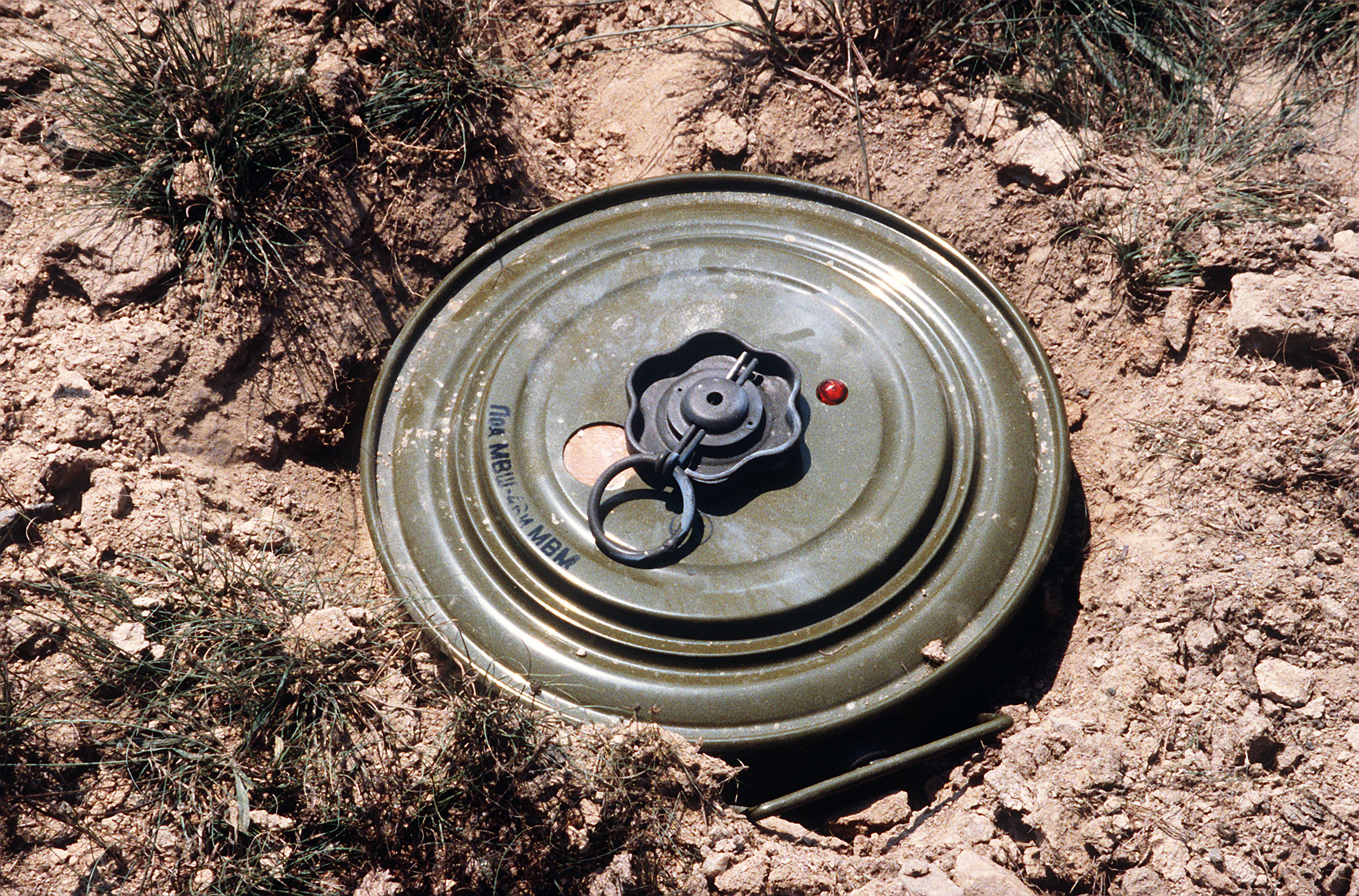
لغم روسي مضاد للدروع من نوع تی إم-46

لغم مضاد للدروع هو نوع من الألغام الأرضية المصمم لإعطاب أو تدمير المركبات المدرعة لاسيما الدبابات و المدرعات، مقارنة مع الألغام المضادة للأفراد فإن الألغام المضادة للدروع لديها قدرة تدميرية كبيرة وصمامات معده لتُفَعَّل فقط لاستهداف المركبات وفي بعض الاحيان لتفجيرها عن بعد أو عند العبث بها.

## تاريخ

### الحرب العالمية الأولى
أولى الألغام المضادة للدروع صممت خلال الحرب العالمية الاولى كاستجابة لأولى الدبابات البريطانية قرابة نهاية الحرب.